# Bataille de Buxar
Alliance moghole contre la Compagnie anglaise des Indes orientales

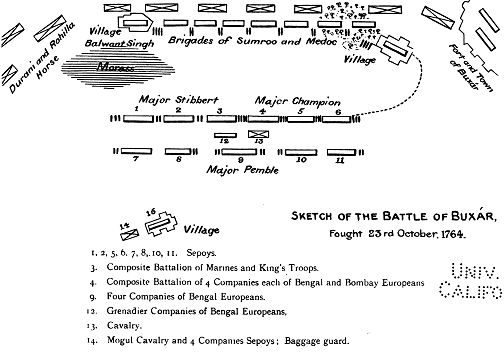
Croquis de la bataille de Buxar, 1764

La Bataille de Buxar  (novembre 1764) opposa les forces de la Compagnie anglaise des Indes orientales à une armée commandée par Mir Kasim (en), nabab du Bengale et alliée aux forces de Suja-ud-Daula (en), nabab d’Awadh et suzerain de la Principauté de Bénarès et à celles de l'empereur moghol Shah Alam II. La bataille s'est déroulée à Buxar (dans l'état actuel du Bihar en Inde), sur les rives du Gange. Cette victoire britannique décisive rendit pérenne la domination britannique sur le sous-continent indien, amorcée après la Bataille de Plassey.

## Conséquence
L'empereur moghol accorda aux Britanniques les droits Diwani leur permettant d'administrer une grande partie de l'Inde correspondant aux États actuels du Bengale, Bihar, Jharkhand, et de l’Uttar Pradesh, ainsi que le Bangladesh.